# The Wendell Baker Story
The Wendell Baker Story (Brasil: Ladrão que Engana Ladrão / Portugal: Ladrão que Engana Ladrão...) é um filme de comédia estadunidense de 2005 dirigido por Luke Wilson e Andrew Wilson e estrelado por Luke Wilson, Eva Mendes, Owen Wilson, Eddie Griffin, Kris Kristofferson, Harry Dean Stanton, Seymour Cassel e Will Ferrell. Ele estreou no South by Southwest Film Festival de 2005 em Austin, Texas, em março de 2005. É o último filme produzido pela Franchise Pictures. 

## Sinopse
Perto da fronteira Texas-México, Wendell Baker tem algumas coisas a seu favor: sua natureza genial e otimismo e o amor por Doreen. Seus problemas? Ele dança ao redor dizendo que a ama e que sua ideia de trabalho é ilegal. Ele está preso, e ela o deixa para trás ao perceber que até a prisão é apenas uma boa desculpa para ele jogar futebol com os caras. Quando ele está em liberdade condicional, é para um emprego na "indústria hoteleira" em uma casa de saúde para idosos, onde o enfermeiro-chefe está aplicando uma fraude. Três dos residentes respondem ao chamado de Wendell. Eles podem expor o golpe e ajudar Wendell a reconquistar Doreen? 

## Elenco
- Luke Wilson como Wendell Baker
- Eva Mendes como Doreen
- Jacob Vargas como Reyes Morales
- Owen Wilson como Neil King
- Harry Dean Stanton como Skip Summers
- Kris Kristofferson como L. R. Nasher
- Seymour Cassel como Boyd Fullbright
- Eddie Griffin como McTeague
- Will Ferrell como Dave Bix
- Mac Davis como Agente Buck